# Хакасский рубль
Платёжное средство Совета Министров Республики Хакасия — суррогатные деньги номиналом 5000 российских рублей, выпущенные Советом Министров Республики Хакасия в обращение на территории Республики Хакасия в 1996 году.
Данные боны использовались до сентября 1998 года и применялись в расчётах министерства социальной защиты Хакасии, отделениях пенсионного фонда по Республике Хакасия и Управления ФПС, а также принимались наравне с рублями всеми предприятиями, организациями и учреждениями республики под гарантию бюджета республики вне зависимости от формы собственности. Благодаря выпуску этих бонов, удалось несколько смягчить остроту проблемы задолженностей по выплате пенсий.
10 июля 2007 года на заседании правительства Республики Хакасия было принято решение о ликвидации этих бонов, хранящихся в АКБ «Банк Хакасии».
В народе эти боны получили неофициальное название — катановки, по имени тюрколога Н. Ф. Катанова, изображённого на их реверсе.